# كيفن كوين (شاعر)
كيفن كوين (بالإنجليزية: Kevin Coyne)‏ هو عازف قيثارة ومغن مؤلف ورسام وشاعر بريطاني، ولد في 27 يناير 1944 في دربي في المملكة المتحدة، وتوفي في 2 ديسمبر 2004 في نورنبرغ في ألمانيا.

## وصلات خارجية
- الموقع الرسمي
- كيفن كوين على موقع IMDb (الإنجليزية)
- كيفن كوين على موقع ميوزك برينز (الإنجليزية)
- كيفن كوين على موقع أول موفي (الإنجليزية)
- كيفن كوين على موقع قاعدة بيانات الأفلام السويدية (السويدية)
- كيفن كوين على موقع أول ميوزيك (الإنجليزية)
- كيفن كوين على موقع ديسكوغز (الإنجليزية)
- كيفن كوين على موقع قاعدة بيانات الفيلم (الإنجليزية)